# Agence pakistanaise de sécurité maritime
L'Agence pakistanaise de sécurité maritime (PMSA) est une branche militaire de la marine pakistanaise. Elle est l'agence d'application de la loi gérée et contrôlée par la marine dont la mission est de protéger les intérêts maritimes du Pakistan et de faire respecter le droit maritime avec compétence sur les eaux intérieures et internationales du Pakistan, y compris la zone économique exclusive .

## Historique
Créée le 1er janvier 1987 conformément à la Convention des Nations unies sur le droit de la mer de 1982, la PMSA fonctionne comme un organisme fédéral de réglementation relevant du ministère de la Défense dont la direction et le personnel au niveau du commandement proviennent directement de la marine pakistanaise. Outre l'application du droit maritime, la conduite de la PMSA aide aux opérations militaires contre la traite des êtres humains, la contrebande et la recherche et sauvetage en haute mer.
La direction de l'agence est exercée par la marine pakistanaise et son officier exécutif est désigné comme le directeur général qui, habituellement au grade d'amiral à deux étoiles-le contre-amiral de la marine. L'actuel directeur de l'agence est le contre-amiral Muhammad Shuaib qui a pris la direction de l'agence en 2020.
Depuis 2014, les objectifs de la mission et le domaine de responsabilité de la PMSA se sont considérablement élargis avec le transfert par la marine chinoise des navires des garde-côtes pour assurer la protection maritime du corridor économique sino-pakistanais.
En 1971, le ministère de la Défense avait créé les garde-côtes pakistanais, mais les gardes-côtes étaient sous le commandement de l'armée pakistanaise et n'étaient pas en mesure d'effectuer les opérations de recherche et de sauvetage en haute mer ni d'appliquer le droit maritime pour protéger les intérêts maritimes du Pakistan. Le vide avait été comblé par la marine indienne et la Garde côtière indienne qui avaient été très actifs dans l' océan Indien. La Marine a dû exercer les fonctions de garde-côtes en dehors du service de combat et a dû déployer ses moyens pour protéger les intérêts maritimes du pays.
Après la signature de la Convention des Nations unies sur le droit de la mer en 1982, le gouvernement du Pakistan a créé l' Agence de sécurité maritime (PMSA) après avoir acquis la zone économique exclusive (ZEE) d'environ 620.000 km². Le ministère de la Défense a établi l'Escadre des affaires maritimes en 1986 pour établir le cadre de l'agence alors que la marine pakistanaise a entrepris la tâche en créant l'agence à partir de ses effectifs et a en assuré la direction le 1er août 1986 .
Le 1er janvier 1987, l'Agence pakistanaise de sécurité maritime (PMSA) a été créée pour l'application des lois et la protection des intérêts maritimes du pays, et une loi parlementaire a été adoptée en 1994 pour conférer à l'agence la compétence juridique pour mener à bien ses opérations et sa tâche. En 1997, la PMSA a obtenu son mandat constitutionnel après la ratification de la Convention sur le droit de la mer.
L'Agence de sécurité maritime mène des exercices avec les autres garde-côtes du monde. En mai 2005, la PMSA a accepté d'établir des liens de liaison avec la Garde côtière indienne.
En 2014, les objectifs de la mission et le domaine de responsabilité de la PMSA se sont considérablement élargis avec le transfert par la marine chinoise de six navires de la garde côtière pour assurer la protection maritime du corridor économique sino-pakistanaise.

## Rôle et fonction
L'Agence pakistanaise de sécurité maritime a des rôles dans la sécurité maritime intérieure, l'application du droit maritime national et international, la recherche et sauvetage, la protection de l'environnement marin et la maintenance des aides à la navigation côtière et offshore. L'agence a pour mandat de protéger les navires de pêche et l'équipage contre toute menace dans les zones maritimes.
L'agence effectue des opérations militaires autorisées par le ministère de la Défense pour protéger les intérêts économiques et maritimes du Pakistan. L'agence assure également la sécurité et assiste les agences gouvernementales, les organisations internationales et la marine pakistanaise dans l'exploration pétrolière et minérale dans les zones navales du Pakistan. L'agence coordonne la recherche océanographique et d'autres activités scientifiques du Pakistan Navy Hydrographic Department (en).

### Siège de l'organisation
L'Agence pakistanaise de sécurité maritime (PMSA) est une filiale de la Marine et a son siège social à proximité du port de pêche et du Karachi Shipyard & Engineering Works à Karachi. Depuis sa création en 1987, la PMSA fut basée dans différents bâtiments commerciaux loués, notamment le Karachi Port Trust Building jusqu'à ce que le nouveau siège social soit construit et inauguré le 15 janvier 2011. Le siège de l'agence et le personnel sont placés sous le commandement du commandant des zones côtières (COMCOAST), qui supervise généralement les opérations du ministère de la Défense.

### Maritime
L'Agence pakistanaise de sécurité maritime exploite plusieurs navires construits localement au Karachi Shipyard & Engineering Works et dans les chantiers navals chinois de Huangpu et Xijiang. Certains navires ont également été transférés de l'United States Coast Guard .
| Nom                                           | N° coque | Constructeur                                        | Lancement                      | Statut                  |
| --------------------------------------------- | -------- | --------------------------------------------------- | ------------------------------ | ----------------------- |
| PMSS Barkat                                   | 1060     | chantier naval de Guangzhou Chine                   | 29 décembre 1989               | 22e Escadron (OSRON 22) |
| PMSS Rehmat                                   | 1061     | chantier naval de Guangzhou Chine                   | 29 décembre 1989               | 22e Escadron (OSRON 22) |
| PMSS Nusrat                                   | 1062     | chantier naval de Guangzhou Chine                   | 13 juin 1990                   | 22e Escadron (OSRON 22) |
| PMSS Vehdat                                   | 1063     | chantier naval de Guangzhou Chine                   | 10 juin 1990                   | 22e Escadron (OSRON 22) |
| 9 vedettes rapides                            |          | États-Unis                                          |                                | 23e Escadron (OSRON 23) |
| PMSS Kashmir                                  | 143      | chantier naval de Huangpu Chine                     | 20 juillet 2018                | 26e Escadron (OSRON 26) |
| PMSS Zhod                                     | 1073     | Karachi Shipyard & Engineering Works Pakistan       | 9 août 2018                    | 26e Escadron (OSRON 26) |
| PMSS Dasht                                    | 1072     | Xijiang Shipbuilding Co Chine                       | 11 avril 2017                  | 26e Escadron (OSRON 26) |
| PMSS Hingol                                   | 1070     | Xijiang Shipbuilding Co Chine                       | 10 décembre 2016               | 26e Escadron (OSRON 26) |
| PMSS Basol                                    | 1071     | Xijiang Shipbuilding Co Chine                       | 10 décembre 2016               | 26e Escadron (OSRON 26) |
| PMSS Kolachi                                  | 1074     | Karachi Shipyard & Engineering Works Pakistan       | février 2019                   | 26e Escadron (OSRON 26) |
| PMSS Sabqat ex-USCGC Grand Isle (WPB-1338)    | 1066     | Bollinger Shipyards Lockport (Louisiane) États-Unis | Transféré le 21 septembre 2017 | 26e Escadron (OSRON 26) |
| PMSS Rafaqat ex-USCGC Key Biscayne (WPB-1339) | 1068     | Bollinger Shipyards Lockport (Louisiane) États-Unis | Transféré le 21 septembre 2017 | 26e Escadron (OSRON 26) |

### Aérien
L'Agence pakistanaise de sécurité maritime exploite un escadron d'avions appelé Squadron 93 PMSA. L'escadron a été inauguré le 23 juin 1988 avec l'instauration d'un Fokker F27 Friendship, une mesure provisoire, pour la surveillance en mer. L'avion était stationné à l'Aéroport international Jinnah à des fins de soutien logistique. En 1993, la PMSA avait acquis trois Britten-Norman Defender stationné au PNS Mehran (en) à Karachi.

## Galerie

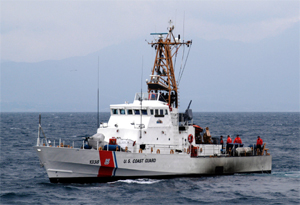
PMSS Sabqat ex-USCGC Grand Isle
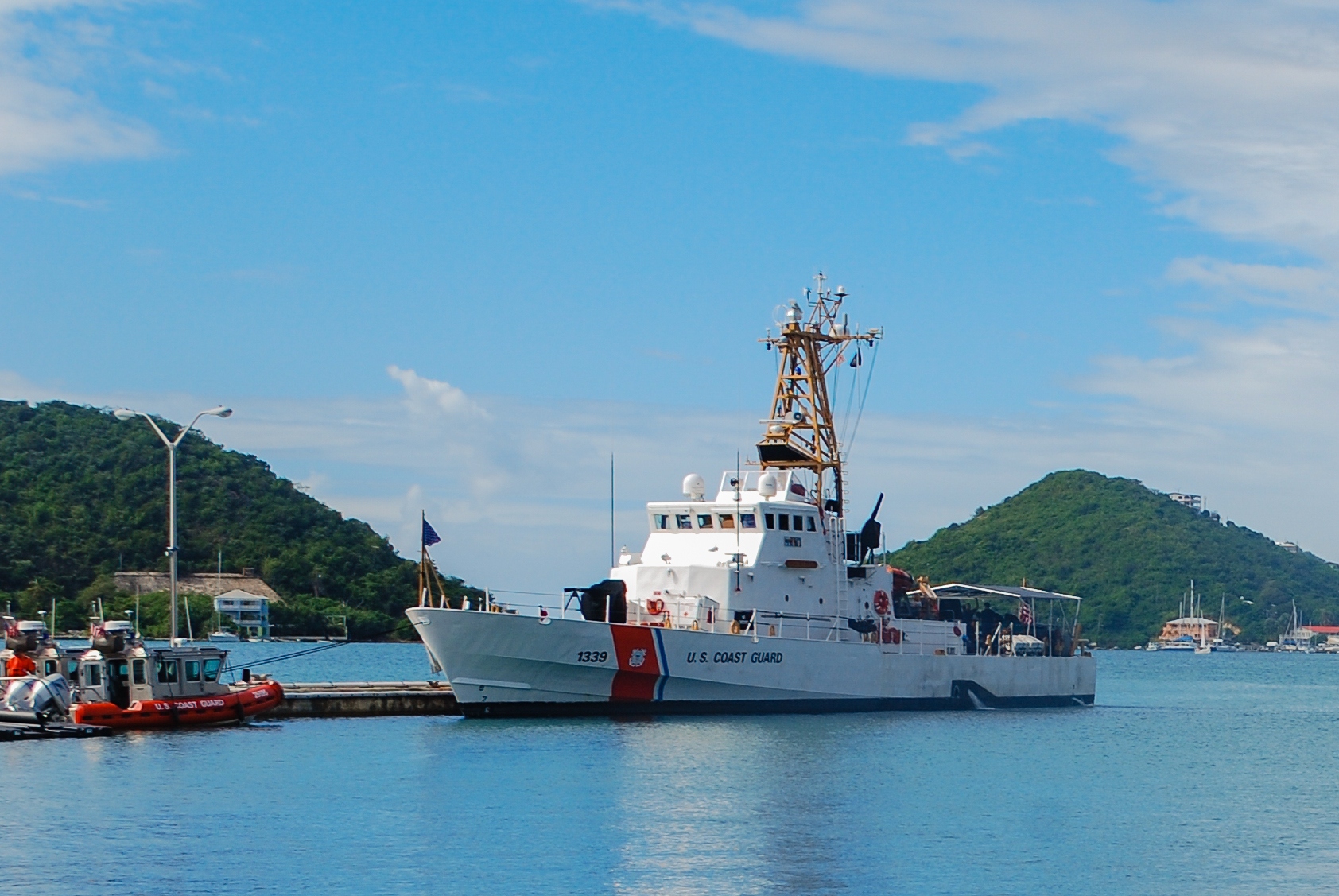
PMSS Rafaqat ex-USCGC Key Biscayne
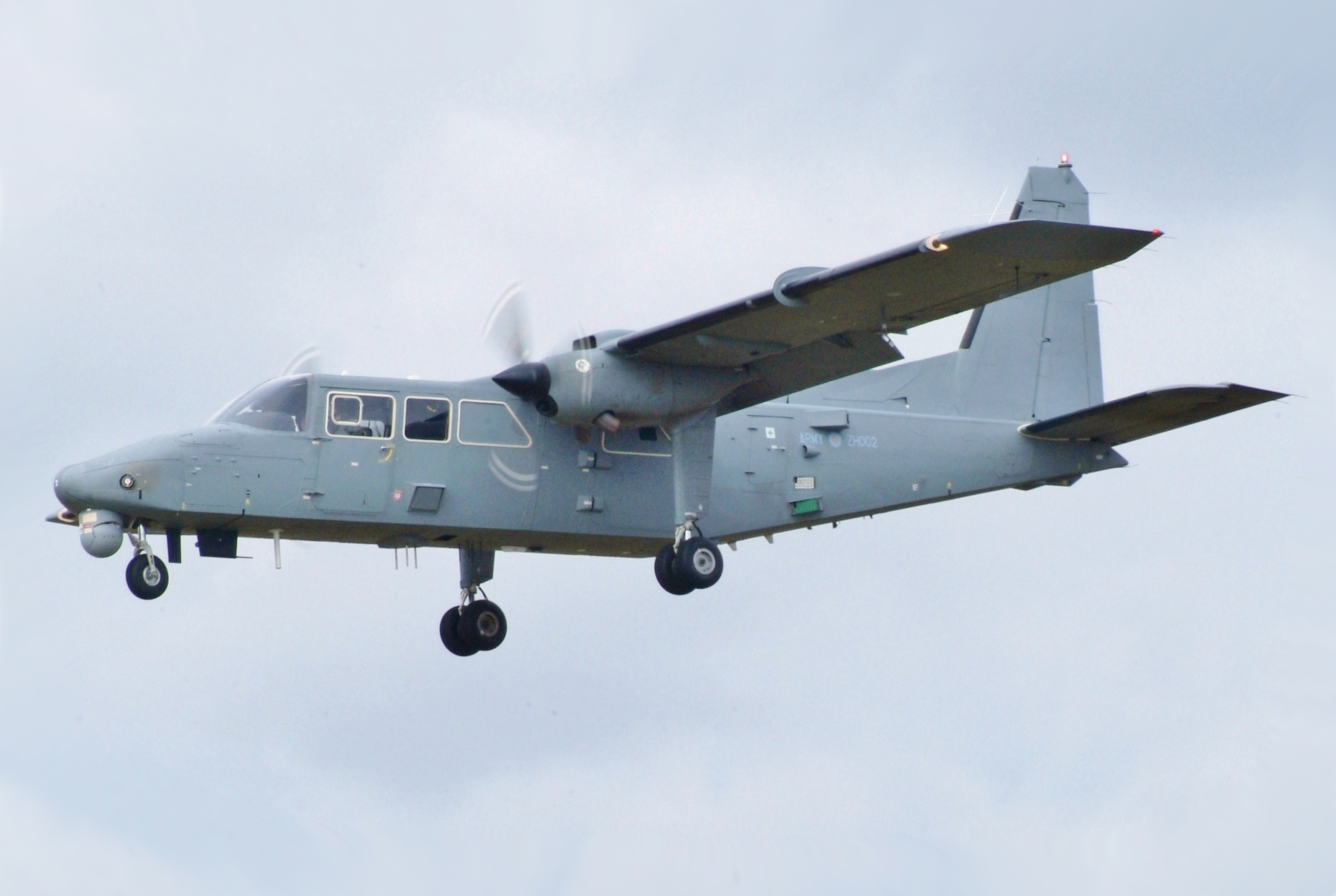
Britten-Norman Defender
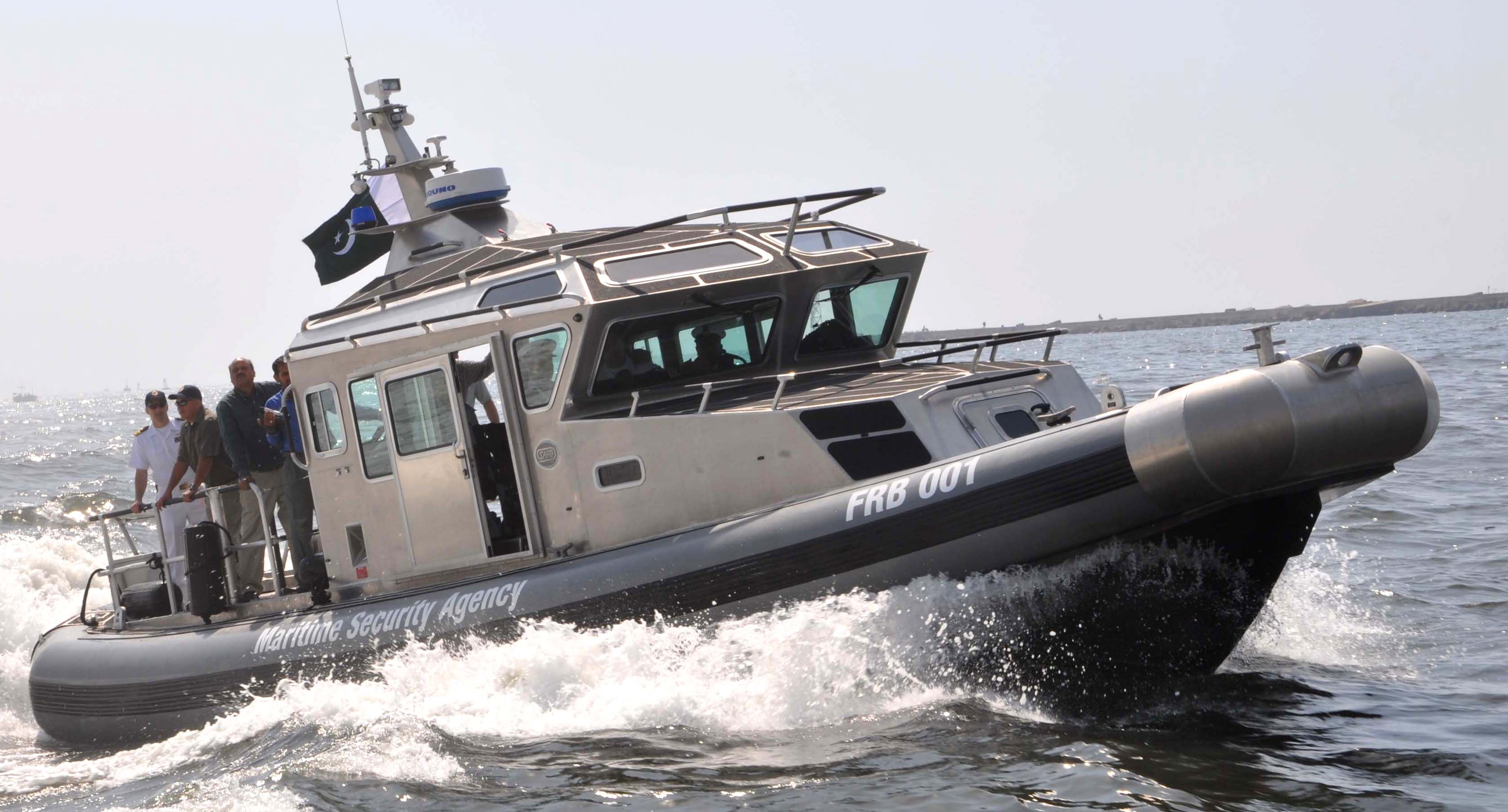
Vedette d'intervention rapide